# Elezioni parlamentari in Siria del 1990
Le elezioni parlamentari in Siria del 1990 si tennero il 22-23 maggio. Esse videro la vittoria del Partito Ba'th, che ottenne 134 seggi su 250.
I deputati del Consiglio del popolo furono eletti tramite un sistema maggioritario con 15 collegi plurinominali.
I candidati indipendenti furono circa 9 000; l'affluenza fu del 49,6%.

## Risultati
| Liste                                    | Voti      | % | Seggi |
| ---------------------------------------- | --------- | - | ----- |
| Partito Ba'th                            |           |   | 134   |
| Unione Socialista Araba                  |           |   | 7     |
| Partito Comunista Siriano                |           |   | 8     |
| Socialisti Unionisti                     |           |   | 7     |
| Movimento Socialista Arabo               |           |   | 5     |
| Partito Socialista Democratico Unionista |           |   | 4     |
| Indipendenti                             |           |   | 84    |
| Totale                                   | 3.264.616 |   | 250   |